# Abdullah Al-Buloushi
Abdullah Al-Buloushi (àrab: عبد الله البلوشي)  (Al-Kuwait, 16 de febrer de 1960) és un exfutbolista kuwaitià de la dècada de 1980.
Fou internacional amb la selecció de futbol de Kuwait amb la qual participà a la Copa del Món de futbol de 1982.
Pel que fa a clubs, destacà a Al-Arabi SC.